# Сандро Гранде
Сандро Гранде (англ. Sandro Grande, нар. 22 вересня 1977, Монреаль) — канадський футболіст італійського походження, що грав на позиції півзахисника. По завершенні ігрової кар'єри — тренер.

## Клубна кар'єра
Гранде народився 29 вересня 1977 року в Монреалі, Канада, але почав свою кар'єру в Італії, виступаючи за нижчолігові клуби «Френтер Ларіно», «Ізернія», «Потенца» та «Фрозіноне». 
У 2001 році його підписала «Брешія», яка тоді виступала в Серії А, але зрештою він зіграв за цей клуб лише один матч, у Кубку Інтертото у липні 2001 року. Натомісь надалі грав за нижчолігові італійські клуби «Катандзаро», «Фрозіноне», «Потенца» та «Альбалонга».
2004 року Гранде приєднався до «Монреаль Імпакт» і того ж року допоміг команді виграти А-лігу 2004 року, за що був обраний до команди зірок турніру. Зігравши вісім матчів у наступному сезоні, він залишив Монреаль у липні 2005 року, щоб приєднатися до «Вікінга», клубу вищого дивізіону Норвегії. Там він грав до кінця року, після чого в березні 2006 року до іншої місцевої команди «Молде». Відіграв за команду з Молде наступний сезон своєї ігрової кар'єри, але згодом зазнав травми й після закінчення його контракту з «Молде» у 2007 році клуб вирішив не продовжувати його. 
Відновившись після операції на обох колінах, він повернувся в «Монреаль Імпакт» в середині сезону 2008 року. Він був важливим півзахисником до кінця сезону та допоміг команді стати чемпіоном Канади. Наступного сезону під час виїзної гри проти «Міннесоти Тандер» Гранде схопив свого партнера і капітана «Монреаль Імпакт» Мауро Б'єлло за шию під час сварки. Після гри клуб заявив про порушення контракту та звільнив Гранде 20 липня 2009 року.
16 березня 2010 року Сандро Гранде підписав контракт з литовським клубом «Судува», де грав до кінця року, посівши з командою 2 місце у чемпіонаті.
Завершив ігрову кар'єру на батьківщині в нижчолігових командах «Ле-Етуаль де л'Ест», за яку виступав протягом 2013 року.

## Виступи за збірну
8 вересня 2004 року дебютував в офіційних матчах у складі національної збірної Канади у грі відбору на чемпіонат світу 2006 року проти Ямайки (0:1).
У складі збірної був учасником розіграшу Золотого кубка КОНКАКАФ 2005 року у США, де зіграв у всіх трьох іграх.
Загалом протягом кар'єри в національній команді, яка тривала 3 роки, провів у її формі 12 матчів, забивши один гол.
| Дата       | Місто                  | Господарі  | Результат | Гості             | Турнір                         | Голи | Примітки |
| ---------- | ---------------------- | ---------- | --------- | ----------------- | ------------------------------ | ---- | -------- |
| 8-9-2004   | Сан-Хосе               | Коста-Рика | 1 – 0     | Канада            | Відбір до ЧС 2006              | -    | 78'      |
| 9-10-2004  | Сан-Педро-Сула         | Гондурас   | 1 – 1     | Канада            | Відбір до ЧС 2006              | -    | 78'      |
| 13-10-2004 | Бернабі                | Канада     | 1 – 3     | Коста-Рика        | Відбір до ЧС 2006              | -    | 9' 70'   |
| 17-11-2004 | Гватемала              | Гватемала  | 0 – 1     | Канада            | Відбір до ЧС 2006              | -    |          |
| 2-7-2005   | Бернабі                | Канада     | 1 – 2     | Гондурас          | товариський матч               | -    | 72'      |
| 7-7-2005   | Сіетл                  | Канада     | 0 – 1     | Коста-Рика        | Кубок КОНКАКАФ 2005 - 1-й етап | -    | 90'      |
| 9-7-2005   | Сіетл                  | США        | 2 – 0     | Канада            | Кубок КОНКАКАФ 2005 - 1-й етап | -    | 79'      |
| 12-7-2005  | Фоксборо (Массачусетс) | Канада     | 2 – 1     | Куба              | Кубок КОНКАКАФ 2005 - 1-й етап | -    | 56'      |
| 3-9-2005   | Сантандер              | Іспанія    | 2 – 1     | Канада            | товариський матч               | 1    | 71'      |
| 22-1-2006  | Сан-Дієго              | США        | 0 – 0     | Канада            | товариський матч               | -    | 70'      |
| 1-3-2006   | Відень                 | Австрія    | 0 – 2     | Канада            | товариський матч               | -    | 61' 84'  |
| 4-9-2006   | Монреаль               | Канада     | 1 – 0     | Тринідад і Тобаго | товариський матч               | -    | 74'      |
| Усього     |                        | Матчів     | 12        |                   | Голів                          | 1    |          |

## Титули і досягнення
- Чемпіон Канади (1):

«Монреаль Імпакт»: 2008